# EDivisie
De eDivisie is een Nederlandse competitie voor spelers van de FIFA-computerspellen. Vanaf seizoen 2023/2024 wordt de competitie echter met EA Sports FC-spellen gespeeld aangezien Electronic Arts, de producent van de FIFA-spellen, in 2022 het contract met FIFA beëindigde en de spellen vanaf 2023 uitbrengt als EA Sports FC. De KPN eDivisie is een initiatief van de Eredivisie CV in samenwerking met de 18 eredivisieclubs, computerspelontwikkelaar EA Sports en DreamHack Sports Games. De KPN eDivisie start jaarlijks op de eerste dinsdag van november en wordt met het nieuwste FIFA-spel en vanaf seizoen 2023/2024 met het nieuwste spel van EA Sports FC gespeeld dat enkele weken eerder uitkomt. De wedstrijden worden uitgezonden op YouTube, Twitch en vanaf seizoen 2021/2022 ook op ESPN. Elke club die in de Eredivisie speelt, kiest zelf de e-sporters die de club vertegenwoordigen in de eDivisie.
Dani Hagebeuk, speler voor Ajax, wist zich in de eerste twee edities tot kampioen van Nederland te kronen. Dani Visser, speler voor De Graafschap won in het seizoen 2018/19 de KPN eDivisie door Bryan Hessing (Heracles Almelo) te verslaan.
In het seizoen 2019/20, het vierde seizoen van de KPN eDivisie, werden er 34 speelronden gespeeld met aansluitend Playoffs en Finals. De KPN eDivisie wordt op de PlayStation 5 gespeeld(van 2018/19 t/m 2021/22 werd op de PlayStation 4 en de Xbox gespeeld). Wedstrijden duren tweemaal zes minuten. Voor de start van het vierde seizoen (2019/20) werd aangekondigd dat een samenwerking met DreamHack Sports Games werd aangegaan. Deze samenwerking betekent onder andere dat fans niet alleen op een scherm, maar ook in een studio hun favoriete e-sporters kunnen aanmoedigen en dat er in totaal €50.000 euro aan prijzengeld verdeeld wordt over het hele seizoen.

## Speelwijze
De wedstrijden spelen zich af in de modus Ultimate Team van het spel FIFA en vanaf seizoen 2023/2024 in de modus Ultimate Team van EA Sports FC. De e-sporters krijgen speciale accounts tot hun beschikking, waarmee zij uit alle voetballers in het spel kunnen kiezen. Iedere e-sporter is verplicht om tijdens KPN eDivisie-wedstrijden het wedstrijdshirt van de club die hij vertegenwoordigd te gebruiken, evenals de officiële bal van de Eredivisie. Het competitieformat van de KPN eDivisie is soortgelijk aan dat van de Eredivisie. Alle achttien eredivisieclubs hebben ten minste drie e-sporters onder contract, en alle clubs spelen één keer tegen elkaar (met dus 17 speelrondes als gevolg, ook wel het 'reguliere seizoen'). Na de 17 speelrondes wordt een Playoff gespeeld. Het reguliere seizoen en de PlayOffs resulteren in acht clubs die zich kwalificeren voor de KPN eDivisie Finals. Een wedstrijd tussen twee clubs bestaat uit twee losse FIFA(vanaf seizoen 2023/2024 EA sports FC)-wedstrijden, waarvan de uitslagen bij elkaar worden opgeteld tot een totaaluitslag. Bijvoorbeeld: Speler A van Vitesse speelt tegen Speler A van sc Heerenveen. De uitslag is 3-1. Vervolgens speelt Speler B van Vitesse tegen Speler B van sc Heerenveen. Deze uitslag is 3-3. De totaaluitslag is in dit geval 6-4. Vanaf seizoen 2024/2025 bestaat elke wedstrijd uit een enkele wedstrijd. Verder bestaat de eDivisie net als de Eerste Divisie bij het gewone voetbal uit vier periodes, waarvan de winnaars zich rechtstreeks kwalificeren voor de eDivisie Finals.
Telkens worden drie wedstrijden tegelijk gespeeld. Eén van deze wedstrijden, de zgn. "main-wedstrijd" wordt in z`n geheel uitgezonden en naar de andere twee wedstrijden wordt geschakeld zodra er iets gebeurt, bv. het scoren van een doelpunt. Dit levert meer dynamische uitzendingen op. Voorheen waren er twee kanalen waarop de wedstrijden werden uitgezonden, het hoofdkanaal(Main Channel), waarop de belangrijkste wedstrijden werden uitgezonden en het tweede kanaal waarop de andere wedstrijden werden uitgezonden.
De KPN eDivisie Finals biedt clubs de kans om zowel prijzengeld (totaal € 50.000), de kampioensschaal en een plek op de FIFAe World Cup Playoffs (het voorstadium van het WK FIFA) te verdienen. Hier wordt ook beslist wie de kampioen van de eDivisie wordt.
De editie 2022-2023 wordt gespeeld in vier periodes. De winnaar van elke periode kwalificeert zich voor de finals. De nrs. 2 en 3 kunnen zich via Playoffs kwalificeren voor de finals. Deze vinden plaats in de Jaarbeurs in Utrecht. 

## Internationaal
De winnaar van een KPN eDivisie-seizoen verdient twee plekken voor de FIFAe World Cup Playoffs. Dit is het voorstadium van het WK FIFA. De verliezend finalist van de KPN eDivisie verdient twee plekken voor de FIFAe World Cup PlayInns; het voorstadium van de FIFAe World Cup Playoffs.

## Uitzending
De wedstrijden van de KPN eDivisie zijn vanaf 18 oktober 2022 elke dinsdag tussen 17.30 en 20.30 uur live te zien op het YouTube- en Twitch-kanaal van de KPN eDivisie, en op ESPN. Alle wedstrijden werden tot seizoen 2023/2024 in de H20 Esports Campus  Amsterdam in Purmerend gespeeld. Vanaf seizoen 2024/2025 worden de wedstrijden gespeeld in de ESPN-studio's in Amsterdam.De finale van dat seizoen werd gespeeld in de Eregalerij van het Rijksmuseum in Amsterdam, vlak voor de Nachtwacht van Rembrandt. De wedstrijden zijn vanaf dat seizoen elke dinsdag tussen 14:00 uur en 18:00 uur te zien op voornoemde zenders.

## Seizoenen
In 2016–17 werd het eerste seizoen van de eDivisie gespeeld.
In het seizoen 2018–19 werd volgens het zogenaamde Champions League-model gespeeld: eerst drie poules, waarvan de beste acht in een knock-out-eindronde om de titel strijden. Winnaar tijdens de Playstation-competitie werd Dani Visser, e-sporter van De Graafschap. Vanaf 2019-20 worden de wedstrijden eerst in competitieformaat afgewerkt, waarna vervolgens de nummers 1, 2, 3 en 4 direct naar de finale gaan en de nummers 5 t/m 12 de Playoffs spelen. Uiteindelijk staan er acht teams in de finale. De nummers 13 t/m 18 zijn uitgeschakeld
Kampioenschappen:
| Jaar    | Kampioen                           | Club          | Xbox          | Club            | Playstation    | Club          |
| ------- | ---------------------------------- | ------------- | ------------- | --------------- | -------------- | ------------- |
| 2016/17 | Dani Hagebeuk                      | Ajax          |               |                 |                |               |
| 2017/18 | Dani Hagebeuk                      | Ajax          | Dani Hagebeuk | Ajax            | Ali Riza Aygun | PSV           |
| 2018/19 | Dani Visser                        | De Graafschap | Bryan Hessing | Heracles Almelo | Dani Visser    | De Graafschap |
| 2019/20 | Tony Kok en Jonas Ghebrehiwot      | PEC Zwolle    |               |                 |                |               |
| 2020/21 | Dani Hagebeuk en Tjardo Paliama    | Ajax          |               |                 |                |               |
| 2020/21 | Ali Reza Aygün en Dennis Verhoeven | PSV           |               |                 |                |               |
| 2021/22 | Levi de Weerd en Manuel Bachoore   | Vitesse       |               |                 |                |               |
| 2022/23 | Manuel Bachoore en Damian Sitaram  | Vitesse       |               |                 |                |               |

- In het seizoen 2016-2017 was er nog geen sprake van twee verschillende divisies en werden de Xbox en Playstation wedstrijden in één competitie gespeeld.
- Vanaf 2019-2020 worden er twee seizoenen in één jaar gespeeld en vormen Xbox en Playstation een competitie, waaruit één club kampioen wordt.
- Vanaf 2020-2021 wordt er enkel nog op PlayStation gespeeld.

| Jaargang | Seizoen | Kampioen                       | Teamleden                      | Finalist                       | Teamleden                      |
| -------- | ------- | ------------------------------ | ------------------------------ | ------------------------------ | ------------------------------ |
| 2019/20  | 1       | PEC Zwolle                     | Tony Kok                       | Ajax                           | Dani Hagebeuk                  |
| 2019/20  | 1       | PEC Zwolle                     | Jonas Ghebrehiwot              | Ajax                           | Curtis Poole                   |
| 2019/20  | 2       | Afgelast i.v.m. Coronapandemie | Afgelast i.v.m. Coronapandemie | Afgelast i.v.m. Coronapandemie | Afgelast i.v.m. Coronapandemie |
| 2020/21  | 1       | Ajax                           | Dani Hagebeuk                  | Vitesse                        | Renzo Oemrawsingh              |
| 2020/21  | 1       | Ajax                           | Tjardo Paliama                 | Vitesse                        | Levi de Weerd                  |
| 2020/21  | 2       | PSV                            | Ali Riza Aygun 1               | VVV-Venlo                      | Stefano Pinna                  |
| 2020/21  | 2       | PSV                            | Dennis Verhoeven               | VVV-Venlo                      | Jesper Maes                    |
| 2021/22  | 2021/22 | Vitesse                        | Manuel Bachoore                | N.E.C.                         | Joas Drost                     |
| 2021/22  | 2021/22 | Vitesse                        | Levi de Weerd                  | N.E.C.                         | Damian Sitaram                 |
| 2022/23  | 2022/23 | Vitesse                        | Manuel Bachoore                | Ajax                           | Levi de Weerd                  |
| 2022/23  | 2022/23 | Vitesse                        | Damian Sitaram                 | Ajax                           | Finn Donderwinkel              |
| 2023/24  | 2023/24 | Ajax                           | Levi de Weerd                  | PSV                            | Ali Riza Aygun                 |
| 2023/24  | 2023/24 | Ajax                           | Paulo Henrique Chaves          | PSV                            | Dennis Verhoeven               |
| 2024/25  | 2024/25 | Almere City                    | Giovanni Bakhuijsen            | AZ                             | Chris de Boer                  |

1Ali Riza werd in 3 wedstrijden van de reguliere competitie vervangen door Manuel.

#### Periodetitels
| Jaargang | Periode | Kampioen    |
| -------- | ------- | ----------- |
| 2023/24  | 1       | Ajax        |
| 2023/24  | 2       | Heracles    |
| 2023/24  | 3       | PSV         |
| 2023/24  | 4       | Ajax        |
| 2024/25  | 1       | FC Utrecht  |
| 2024/25  | 2       | FC Twente   |
| 2024/25  | 3       | Willem II   |
| 2024/25  | 4       | Almere City |

## KNVB eBeker
De KNVB eBeker was een wedstrijd naar aanleiding van de bekerfinale 2017. De wedstrijd was tussen Aristote Ndunu (AZ) en Paskie Rokus (Vitesse). De wedstrijd werd gespeeld in de gamemode Aftrap in plaats van de gebruikelijke FUT gamemode.
| Seizoen | Winnaar         | Club | Verliezer    | Club    | Uitslag |
| ------- | --------------- | ---- | ------------ | ------- | ------- |
| 2016/17 | Airistote Ndunu | AZ   | Paskie Rokus | Vitesse | 2-1     |

## KPN eDivisie Cup
Dit was een toernooi waarbij amateurspelers het op konden nemen tegen de e-sporters. De e-sporters stroomden in bij de laatste 64 en de amateurspelers moesten een aantal voorrondes doorkomen. De wedstrijden werden gespeeld in de gamemode aftrap waarbij elk team een 85 rated beoordeling had. Het was niet verplicht voor e-sporters om het team te kiezen waarvoor ze e-sporter zijn.
| Seizoen | Winnaar        | esportteam | gespeelde team    | Verliezer | esportteam | gespeelde team    | Uitslag |
| ------- | -------------- | ---------- | ----------------- | --------- | ---------- | ----------------- | ------- |
| 2019    | Jimmie Donkers | Feyenoord  | Manchester United | Ata Kansu | -          | Manchester United | 4-3     |

## eDivisie Open Series
Doordat seizoen 2 van jaargang 2019/20 niet door kon gaan door de coronapandemie werd de eDivisie Open Series bedacht. Dit was een knock-outtoernooi waarvoor zowel e-sporters als gewone spelers zich voor in konden schrijven. Het inschrijfgeld ging naar een goed doel dat door de winnaar van het toernooi werd uitgekozen. Het toernooi was te volgen via de social media kanalen van de host. De host en de gastspeler (vaak een voetballer) stroomden in bij de laatste 32. De overige spelers moesten eerst een poulefase doorkomen om bij de laatste 32 te komen.
| Editie                    | Kampioen           | Club            | Finalist                      | Club        | Uitslag   | Goede doel                   | Host           | Gastspeler       |
| ------------------------- | ------------------ | --------------- | ----------------------------- | ----------- | --------- | ---------------------------- | -------------- | ---------------- |
| eDivisie Open Series I    | Yanis van der Jagt | -               | Curtis Poole                  | Ajax        | 4-1       | Rode Kruis                   | Koen Weijland  | Ralf Seuntjens   |
| eDivisie Open Series II   | Dani Visser        | AZ              | Thomas de Zeeuw               | Sparta      | 1-0       | Artsen zonder Grenzen        | Bas van Velzen | Sergiño Dest     |
| eDivisie Open Series III  | Dennis Verhoeven   | VVV-Venlo       | Ali Riza Aygun                | PSV         | 4-1       | Kinderonderzoekfonds Limburg | Dani Hagebeuk  | Riechedly Bazoer |
| eDivisie Open Series IV   | Jason Glas         | Fortuna Sittard | Smurfanoo (Stefan Moesbergen) | -           | 2-0       | Voedselbank                  | Koen Weijland  | Kaj Sierhuis     |
| eDivisie Open Series V    | Milan Looper       | -               | DhrAli50                      | -           | 4-2 RQ    | NB                           | Bas van Velzen | Kaj Sierhuis     |
| eDivisie Open Series VI   | Jonas Ghebrehiwot  | PEC Zwolle      | DhrAli50                      | -           | 3-2 aet   | Hart voor Zwolle             | Aristote Ndunu | Teun Bijleveld   |
| eDivisie Open Series VII  | Curtis Poole       | Ajax            | MiloDeGeus                    | -           | 2-1       | St. John Ambulance           | Koen Weijland  | Nesim el Ahmadi  |
| eDivisie Open Series VIII | Bryan Hessing      | Heracles Almelo | Joas Drost                    | KV Mechelen | 2-2, 4-3* | Stichting De Eethoek Almelo  | Koen Weijland  | Oğuzhan Özyakup  |
| eDivisie Open Series IX   | Joas Drost         | KV Mechelen     | Lord Snuffel                  | -           | 2-0       | Rode Kruis                   | Bas van Velzen | Guus Til         |
| eDivisie Open Series X    | DhrAli50           | -               | Leroy Miggels                 | FC Emmen    | 4-3       | Zaanse Uitdaging             | Bas van Velzen | Thomas de Zeeuw  |

* uitslag van de strafschoppenserie

## Stay2Score
Stay2Score was een competitie tijdens de coronapandemie tussen teams uit verschillende landelijke competities. Een team representeerde de competitie waarvoor het uitkwam. Een team bestond uit twee duo's. Een duo bestond meestal uit een e-sporter en een profvoetballer.
| Team                   | Duo | Speler                  | Club            | Reden      |
| ---------------------- | --- | ----------------------- | --------------- | ---------- |
| eDivisie All Star Team | 1   | Jonas Ghebrehiwot       | PEC Zwolle      | e-sporter  |
| eDivisie All Star Team | 1   | Sam Kersten             | PEC Zwolle      | voetballer |
| eDivisie All Star Team | 2   | Bryan Hessing           | Heracles Almelo | e-sporter  |
| eDivisie All Star Team | 2   | Silvester van der Water | Heracles Almelo | voetballer |

Het eDivisie All Star Team eindigde als zesde van de acht ploegen. Dit was niet genoeg voor om de halve finales te bereiken. Het eLalliga team won uiteindelijk in de finale.

## Individuele prijzen
Sinds jaargang 2020/21 worden er prijzen uitgereikt voor talent van het seizoen en topscorer van het seizoen.
| Jaar        | Seizoen | Speler             | Club         |
| ----------- | ------- | ------------------ | ------------ |
| 2020/21 (1) | 1       | Levi de Weerd      | Vitesse      |
| 2020/21 (2) | 2       | Rick Dame          | ADO Den Haag |
| 2021/22     | 3       | Damian Sitaram     | N.E.C.       |
| 2022/23     | 4       | Levi de Weerd      | Ajax         |
| 2023/24     | 5       | Mounir el Kahtaoui | N.E.C.       |
| 2024/25     | 6       | Sven Kamphof       | NAC Breda    |

| Jaar        | Seizoen | Speler          | Club      | Aantal doelpunten |
| ----------- | ------- | --------------- | --------- | ----------------- |
| 2020/21 (1) | 1       | Levi de Weerd   | Vitesse   | 47                |
| 2020/21 (2) | 2       | Levi de Weerd   | Vitesse   | 50                |
| 2021/22     | 3       | Collin Dekkers  | Feyenoord | 41                |
| 2022/23     | 4       | Manuel Bachoore | Vitesse   |                   |

| Jaar        | Seizoen | Speler           | Club       |
| ----------- | ------- | ---------------- | ---------- |
| 2020/21 (2) | 1       | Dennis Verhoeven | PSV        |
| 2021/22     | 2       | Dennis Verhoeven | PSV        |
| 2022/23     | 3       | Ali Riza Aygun   | PSV        |
| 2023/24     | 4       | Tom Dijkhuizen   | PEC Zwolle |
| 2024/25     | 5       | Ali Riza Aygun   | PSV        |

| Jaar    | Seizoen | Speler        | Club |
| ------- | ------- | ------------- | ---- |
| 2024/25 | 1       | Levi de Weerd | Ajax |

| Jaar    | Seizoen | Speler      | Club |
| ------- | ------- | ----------- | ---- |
| 2023/24 | 1       | Emre Yilmaz | AZ   |

## Deelnemers per team[7]
| e-sporter          | 2016/17    | 2017/18    | 2018/19 | 2019/20 | 2020/21 (1) | 2020/21 (2) | 2021/22 (1) |
| ------------------ | ---------- | ---------- | ------- | ------- | ----------- | ----------- | ----------- |
| Mitchel Denkers    | PS4 & Xbox | PS4 & Xbox | PS4     |         |             |             | n.v.t.      |
| Jeremy Scroth      |            |            | Xbox    |         |             |             | n.v.t.      |
| Danny Hazebroek    |            |            |         | PS4     | Xbox        | Xbox        | n.v.t.      |
| Jens van der Flier |            |            |         | Xbox    |             |             | n.v.t.      |
| Rick Dame          |            |            |         |         | PS4         | PS4         | n.v.t.      |

| e-sporter         | 2016/17    | 2017/18    | 2018/19    | 2019/20 | 2020/21 (1) | 2020/21 (2) | 2021/22 | 2022/23 |
| ----------------- | ---------- | ---------- | ---------- | ------- | ----------- | ----------- | ------- | ------- |
| Dani Hagebeuk     | PS4 & Xbox | PS4 & Xbox | PS4 & Xbox | Xbox    | Xbox        | Xbox        | PS5     |         |
| Curtis Poole      |            |            |            | PS4     |             |             |         |         |
| Tjardo Paliama    |            |            |            |         | PS4         | PS4         |         |         |
| Levy Frederique   |            |            |            |         |             |             | PS5     | PS5     |
| Finn Donderwinkel |            |            |            |         |             |             | PS5     | PS5     |
| Levi de weerd     |            |            |            |         |             |             |         | PS5     |

| e-sporter      | 2016/17    | 2017/18    | 2018/19    | 2019/20 | 2020/21 (1) | 2020/21 (2) | 2022/23 |
| -------------- | ---------- | ---------- | ---------- | ------- | ----------- | ----------- | ------- |
| Aristote Ndunu | PS4 & Xbox | PS4 & Xbox |            | Xbox    |             |             |         |
| Melvin Boere   |            |            | PS4 & Xbox |         |             |             |         |
| Dani Visser    |            |            |            | PS4     | Xbox        | Xbox        |         |
| Gilles Bernard |            |            |            |         | PS4         | PS4         |         |
| Emre Yilmaz    |            |            |            |         |             |             | PS5     |
| Marc Groenland |            |            |            |         |             |             | PS5     |
| Jelle Visser   |            |            |            |         |             |             | PS5     |

| e-sporter            | 2016/17    | 2017/18    | 2018/19 | 2019/20 | 2020/21 (1) | 2020/21 (2) | 2022/23 |
| -------------------- | ---------- | ---------- | ------- | ------- | ----------- | ----------- | ------- |
| Quinten van der Most | PS4 & Xbox |            |         |         |             |             |         |
| Jaey Daalhuisen      |            | PS4 & Xbox | Xbox    |         |             |             |         |
| Jimmy Donkers        |            |            | PS4     | PS4     |             |             |         |
| Ryan Tilborg         |            |            |         | Xbox    | Xbox        |             |         |
| Julian van den Berg  |            |            |         |         | PS4         | PS4         | PS5     |
| Collin Dekkers       |            |            |         |         |             | Xbox        |         |
| Lars van Schanke     |            |            |         |         |             |             | PS5     |
| Talha Demirel        |            |            |         |         |             |             | PS5     |

| e-sporter         | 2016/17    | 2017/18 | 2018/19    | 2019/20 | 2020/21 (1) | 2020/21 (2) | 2021/22 | 2022/23 |
| ----------------- | ---------- | ------- | ---------- | ------- | ----------- | ----------- | ------- | ------- |
| Absalom Warkor    | PS4 & Xbox | PS4     |            |         |             |             |         |         |
| Nick den Hamer    |            | Xbox    | PS4 & Xbox | Xbox    | Xbox        | Xbox        | PS5     |         |
| Levy Frederique   |            |         |            | PS4     |             |             |         |         |
| Bob van Uden      |            |         |            |         | PS4         | PS4         |         |         |
| Toon Bune         |            |         |            |         |             |             | PS5     |         |
| Merijn Eggens     |            |         |            |         |             |             |         | PS5     |
| Fabian Gottschalk |            |         |            |         |             |             |         | PS5     |
| Mathijs Uilkema   |            |         |            |         |             |             |         | PS5     |

| e-sporter               | 2016/17    | 2017/18    | 2018/19    | 2019/20 | 2020/21 (1) | 2020/21 (2) | 2022/23 |
| ----------------------- | ---------- | ---------- | ---------- | ------- | ----------- | ----------- | ------- |
| Lode de Boo             | PS4 & Xbox |            |            |         |             |             |         |
| Danny Hazebroek         |            | PS4 & Xbox | PS4 & Xbox |         |             |             |         |
| Melvin Boere            |            |            |            | PS4     | PS4         | PS4         |         |
| Jaey Daalhuisen         |            |            |            | Xbox    | Xbox        | Xbox        |         |
| Tim Spaan               |            |            |            |         |             |             | PS5     |
| Christiaan van der Mark |            |            |            |         |             |             | PS5     |
| Tygo van Splunteren     |            |            |            |         |             |             | PS5     |

| e-sporter     | 2016/17    | 2017/18    | 2018/19    | 2019/20 | 2020/21 (1) | 2020/21 (2) |
| ------------- | ---------- | ---------- | ---------- | ------- | ----------- | ----------- |
| Bryan Hessing | PS4 & Xbox | PS4 & Xbox | PS4 & Xbox | Xbox    | Xbox        | Xbox        |
| Lev Vinken    |            |            |            | PS4     | PS4         |             |
| Ward          |            |            |            |         |             | PS4         |

| e-sporter         | 2016/17    | 2017/18 | 2018/19    | 2019/20 | 2020/21 (1) | 2020/21 (2) |
| ----------------- | ---------- | ------- | ---------- | ------- | ----------- | ----------- |
| Stefan Vellinga   | PS4 & Xbox | Xbox    |            |         | Xbox        | Xbox        |
| Bob van Uden      |            | PS4     |            |         |             |             |
| Tony Kok          |            |         | PS4 & Xbox | PS4     | PS4         | PS4         |
| Jonas Ghebrehiwot |            |         |            | Xbox    |             |             |

| e-sporter        | 2016/17    | 2017/18    | 2018/19 | 2019/20 | 2020/21 (1) | 2020/21 (2) | 2022/23 |
| ---------------- | ---------- | ---------- | ------- | ------- | ----------- | ----------- | ------- |
| Romal Abdi       | PS4 & Xbox |            |         |         |             |             |         |
| Ali Riza Aygün   |            | PS4 & Xbox | Xbox    | PS4     | PS4         | PS4         | PS5     |
| Stefano Pinna    |            |            | PS4     |         |             |             | PS5     |
| Yusuf Ercan      |            |            |         | Xbox    |             |             |         |
| Dennis Verhoeven |            |            |         |         | Xbox        | Xbox        |         |

| e-sporter       | 2016/17    | 2017/18    | 2018/19    | 2019/20 | 2020/21 (1) | 2020/21 (2) | 2022/23 |
| --------------- | ---------- | ---------- | ---------- | ------- | ----------- | ----------- | ------- |
| Niels Krist     | PS4 & Xbox | PS4 & Xbox |            | PS4     | PS4         | PS4         |         |
| Floris Jorna    |            |            | PS4 & Xbox | Xbox    | Xbox        | Xbox        |         |
| Tjardo Paliama  |            |            |            |         |             |             | PS5     |
| Kaj Slobbe      |            |            |            |         |             |             | PS5     |
| Dennis van Beek |            |            |            |         |             |             | PS5     |

| e-sporter          | 2016/17    | 2017/18 | 2018/19 | 2019/20 | 2020/21 (1) | 2020/21 (2) | 2022/23 |
| ------------------ | ---------- | ------- | ------- | ------- | ----------- | ----------- | ------- |
| Frank van der Slot | PS4 & Xbox | Xbox    | n.v.t.  |         |             |             |         |
| Lev Vinken         |            | PS4     | n.v.t.  |         |             |             |         |
| Bo de Vroege       |            |         | n.v.t.  | PS4     |             |             |         |
| Thomas de Zeeuw    |            |         | n.v.t.  | Xbox    | Xbox        | Xbox        | PS5     |
| Aristote Ndunu     |            |         | n.v.t.  |         | PS4         | PS4         |         |
| Damon de Best      |            |         |         |         |             |             | PS5     |
| Tobias de Boer     |            |         |         |         |             |             | PS5     |

| e-sporter         | 2016/17    | 2017/18    | 2018/19    | 2019/20 | 2020/21 (1) | 2020/21 (2) | 2021/22 | 2022/23 |
| ----------------- | ---------- | ---------- | ---------- | ------- | ----------- | ----------- | ------- | ------- |
| Paskie Rokus      | PS4 & Xbox | PS4 & Xbox | PS4 & Xbox |         |             |             |         |         |
| Renzo Oemrawsingh |            |            |            | Xbox    | Xbox        | Xbox        |         |         |
| Tjardo Paliama    |            |            |            | PS4     |             |             |         |         |
| Levi de Weerd     |            |            |            |         | PS4         | PS4         | PS5     |         |
| Manuel Bachoore   |            |            |            |         |             |             | PS5     | PS5     |
| Damian Sit        |            |            |            |         |             |             |         | PS5     |

## Deelnemers KPN eDivisie 2019/20
- Danny Hazebroek (ADO Den Haag)
- Jens van der Flier (ADO Den Haag)
- Dani Hagebeuk (AFC Ajax)
- Curtis Poole (AFC Ajax)
- Aristote Ndunu (AZ)
- Dani Visser (AZ)
- Julian van den Berg (FC Emmen)
- Leroy Miggels (FC Emmen)
- Levy Frederique (FC Groningen)
- Nick den Hamer (FC Groningen)
- Enis Tokdemir (FC Twente)
- Jelte Golbach (FC Twente)
- Melvin Boere (FC Utrecht)
- Jaey Daalhuisen (FC Utrecht)
- Jimmy Donkers (Feyenoord)
- Ryan Tilborg (Feyenoord)
- Jason Glas (Fortuna Sittard)
- Marc Groenland (Fortuna Sittard)
- Bryan Hessing (Heracles Almelo)
- Lev Vinken (Heracles Almelo)
- Tony Kok (PEC Zwolle)
- Jonas Ghebrehiwot (PEC Zwolle)
- Ali Riza Aygun (PSV)
- Yusuf Ercan (PSV)
- Bas Quist (RKC Waalwijk)
- Collin Dekkers (RKC Waalwijk)
- Floris Jorna (sc Heerenveen)
- Niels Krist (sc Heerenveen)
- Thomas de Zeeuw (Sparta Rotterdam)
- Bo de Vroege (Sparta Rotterdam)
- Tjardo Paliama (Vitesse)
- Renzo Oemrawsingh (Vitesse)
- Nick Cooiman (VVV-Venlo)
- Dennis Verhoeven (VVV-Venlo)
- Sem van den Hoof (Willem II)
- Tim van Doleweerd (Willem II)

## Commentatoren
- Paskie Rokus
- Koen Weijland (t/m seizoen 2021/22)
- Frank van der Slot (t/m seizoen 2021/22)
- Bas van Velzen
- Robbie van de Graaf (t/m seizoen 2019/20)
- Raoul de Graaf (t/m seizoen 2019/20)
- Milo ter Reegen (t/m seizoen 2019/20)

## Presentatoren
- Simon Zijlemans (t/m seizoen 2019/20)
- Raoul de Graaf (t/m seizoen 2019/20)
- Maddy Janssen (t/m seizoen 2019/20)
- Koen Weijland (t/m seizoen 2021/22)

## Digitaal Nederlands Elftal
Sinds oktober 2020 heeft de KNVB een Digitaal Nederlands Elftal opgericht, waarvan Koen Weijland de eerste bondscoach is.

## Trivia
- In het allereerste seizoen van de KPN eDivisie werd Dani Hagebeuk kampioen zonder ook maar één punt af te staan aan zijn concurrenten.
- In de meest doelpuntrijke wedstrijd in de KPN eDivisie werd er 12 keer gescoord. De wedstrijd Willem II - AZ werd door AZ met 3-9 gewonnen. Een speelronde later werd ook Roda JC door AZ geklopt met dezelfde cijfers.
- De wedstrijd die werd gewonnen met het grootste doelpuntenverschil staat op naam van ADO Den Haag. Willem II werd verslagen met 1-10.
- In het tweede seizoen wist Dani Hagebeuk op de laatste speeldag de Playstation titel te winnen.
- In het derde seizoen was Dani Visser slechts 17 jaar oud toen hij de KPN eDivisie won.
- Ryan Tilborg doorliep als voetballer de hele jeugdopleiding van Feyenoord, maar maakte door een rugblessure nooit zijn debuut. In het seizoen 2019/20 kwam hij alsnog uit voor Feyenoord: als e-sporter.
- Sinds 2018 kent ook België een FIFA-competitie. Deze heet de Proximus ePro League en wordt gespeeld met alle clubs uit de Belgische Pro League. Deze start net als de KPN eDivisie enkele weken nadat het nieuwe FIFA-spel  en vanaf seizoen 2023/2024 het nieuwe EA Sports FC-spel wordt gelanceerd en wordt dan in de modus Ultimate Team van dat spel gespeeld. De werking hiervan is hetzelfde als bij de KPN eDivisie.[9]De wedstrijden van deze competitie worden net als die van de e-divisie uitgezonden via YouTube. Ze zijn te zien op het kanaal van DAZN Sports.
- Ook het Verenigd Koninkrijk kent sinds 2018 een FIFA-competitie, de ePremier League die met de clubs uit de Engelse Premier League wordt gespeeld. . Ook deze competitie wordt sinds seizoen 2023/2024 gespeeld met EA Sports FC. De wedstrijden hiervan worden eveneens uitgezonden via YouTube. Deze zijn te zien op het kanaal van EA Sports FC Pro[10]
- Het seizoen 2019-2020 moest voortijdig worden afgebroken vanwege de coronapandemie die in 2020 uitbrak. Het tweede seizoen van deze editie kon niet worden afgemaakt. Daarom kent deze editie geen kampioen. Om diezelfde reden werd de KPN eDivisie 2020-2021 niet op locatie gespeeld, maar speelden de e-sporters de wedstrijden thuis via internet. Op deze manier kon dit seizoen zonder publiek worden gespeeld.